# Docibilis Ier de Gaète
Docibilis Ier de Gaète (né vers 835 mort en 906/914), préfet puis hypatos de Gaète  de 867 à sa mort.

## Biographie

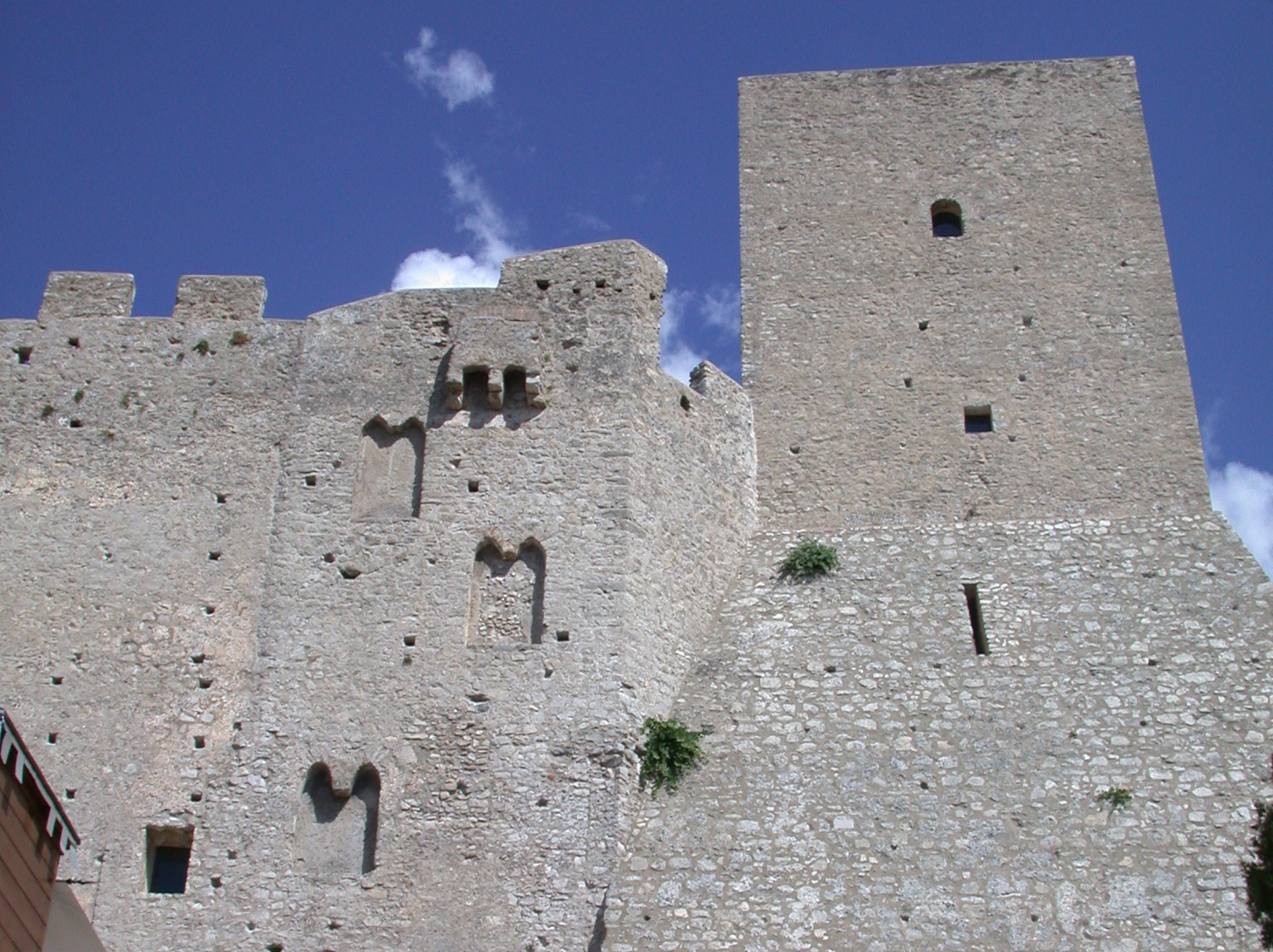
La tour carrée du château d'Itri, attribuée à Docibilis Ier.

On ne dispose d'aucune information sur son origine familiale ou sa carrière avant 867. Selon l'hypothèse de Christian Settipani, Docibilis Ier aurait épousé Matrona la fille de Bonus frère de Constantin de Gaète.
En 867 il est mentionné comme prefecturius, c'est-à-dire seigneur de la cité. La disparition simultanée des co-Hypatos Constantin et Marinus Ier, mentionnés pour la dernière fois en 866, l'année précédente, laisse penser que Docibilis s'est emparé du pouvoir par la force.
Docibilis doit faire face à la menace que les Sarrasins font peser sur la région ; il tombe entre leurs mains ; après en avoir été libéré par les Amalfitains, il décide de s’entendre avec eux. Le fait d'avoir traité avec les musulmans lui vaut d'être  excommunié par le  pape Jean VIII. En 876, le pape se rend dans le Mezzogiorno dans le but de former une alliance anti-musulmane avec les princes de Capoue et de Salerne. Docibilis et le pape se  rencontrent en juin à Traetto l'actuel Minturno, mais ils ne trouvent pas de compromis. En 877 Docibilis est de nouveau mentionné dans les documents cette fois-ci comme hypatus: la même année, suivant l'exemple  de ses prédécesseurs, il associe à son pouvoir son fils Jean.
Après la mort en 879 de Landolf II, le  Pape interfère dans la succession de la Principauté de Capoue en favorisant Pandenolf contre Landon, dans ce contexte Pandenolf attaque Docibilie.  Formia est conquise et Docibilis doit faire appel à des mercenaires sarrasins d'Agropoli.
Docibile rencontre de nouveau le pape à Gaète même, où ils réussissent à conclure un accord et ensemble ils repoussent la menace sarrasine sur le Garigliano.
Après la mort du pape, il change de camp et selon Erchempert attaque Capoue, entre 900 et 903 avec des mercenaires Sarrasins. Plus tard, il commence à nouer des alliances avec les dirigeants Lombards, en mariant ses filles Megalu à Rodgipert d’Aquino et Euphémia au préfet de Naples. Selon Merores, Docibilis reçoit  des domaines de la Papauté./ Selon  Léon d'Ostie: « les habitants de Gaète sont au service du  pape cours de la décennie 880 ». Docibilis est mentionné pour la dernière fois  906,  peut-être l'année de sa mort, bien que la seule certitude chronologique dont nous disposions est qu'il était déjà décédé dans 914.

## Un prince guerrier
Sa longue carrière fut l'âge d'or de Gaète pendant les siècles obscurs. Il est à l'origine de l'édification du grand palais 
dont les ruines se trouvent encore dans la ville il dépense abondamment dans les constructions d'églises et les dotations ecclésiastiques
pour la sauvegarde de son âme. Docibilis est également un prince-guerrier en lutte contre ses voisins: musulmans et chrétiens, grecs et lombards, ecclésiastiques et laïcs, ces faits remplissent les chroniques de son époques particulièrement celle d'Erchempert. C'est pour ces raisons que l'on estime qu'après 906 il s'était retiré ou était mort.

## Union et postérité
De son union avec  Matrona naissent outre Jean Ier, deux autres fils: Léon et Anatole, qu'il établit duc de Terracina et plusieurs filles en plus de Megalu et d'Euphémia; Bona et Marie. Jean Ier qui lui succède associe immédiatement à la fonction ducale son propre fils nommé comme son père, Docibilis II. Il est possible mais non certain qu'ils aient été tous trois ensemble associés  au pouvoir.

## Sources
- (it) Federici Giovanni Battista, Degli antichi duchi e consoli o ipati della città di Gaeta, Vincenzo Flauto, 1791 (lire en ligne), p. 35.
- (it) Mario Caravale, Dizionario Biografico degli Italiani, Rome, Istituto della Enciclopedia Italiana, 1991.
- (en) Patricia Skinner, Family Power in Southern Italy : The Duchy of Gaeta and Its Neighbours, 850-1139, Cambridge University Press, 2003, 340 p. (ISBN 978-0-521-52205-2, lire en ligne).
- (en) F.M.G. LORDS of GAETA, DUKES of GAETA 867-1032 (FAMILY of DOCIBILIS).